# 戸出駅
戸出駅（といでえき）は、富山県高岡市戸出町二丁目にある、西日本旅客鉄道（JR西日本）城端線の駅である。

## 歴史

車輌移動機を当駅に導入した際の新聞記事

- 1896年（明治29年）10月10日：駅舎が竣工する[1]。
- 1897年（明治30年）5月4日：中越鉄道黒田仮停車場 - 福野駅間開業と同時に設置され、旅客及び貨物の取扱を開始する[2][3][4]。
- 1920年（大正9年）9月1日：中越鉄道国有化により、鉄道省（国鉄）中越線の駅となる[2][5]。当駅は旅客、手荷物、小荷物及び大貨物の取扱を行う[5]。
- 1942年（昭和17年）8月1日：中越線の高岡駅 - 城端駅間が城端線に改称され、当駅もその所属となる[6][7]。
- 1954年（昭和29年）12月15日：跨線橋が竣工する[8]。
- 1967年（昭和42年）10月：貨車移動のため、車輌移動機（ANT15-2型）を設備する[9]。
- 1969年（昭和44年）10月1日：営業範囲を改正し、手荷物及び小荷物の配達取扱を廃止する[10]。
- 1970年（昭和45年）
  - 6月25日：早朝・夜間の窓口を閉鎖し、改札を取り止め[11]。
  - 10月1日：営業範囲を改正し、貨物の取扱を廃止する[12]。
- 1974年（昭和49年）10月1日：営業範囲を改正し、旅客及び荷物を取扱う駅となる[13]。
- 1984年（昭和59年）2月1日：営業範囲を改正し、荷物の取扱を廃止する[14]。
- 1987年（昭和62年）
  - 3月31日：営業範囲を改正し、荷物（但し新聞紙に限る）の取扱を開始する[15]。
  - 4月1日：国鉄分割民営化により、西日本旅客鉄道（JR西日本）の駅となる[16][4]。
- 2001年（平成13年）7月1日：乗車券類簡易委託発売業務引渡し式が行われ、簡易委託駅となる[17]。
- 時期未定：簡易委託を解除し、無人化〈予定〉[18]。

## 駅構造

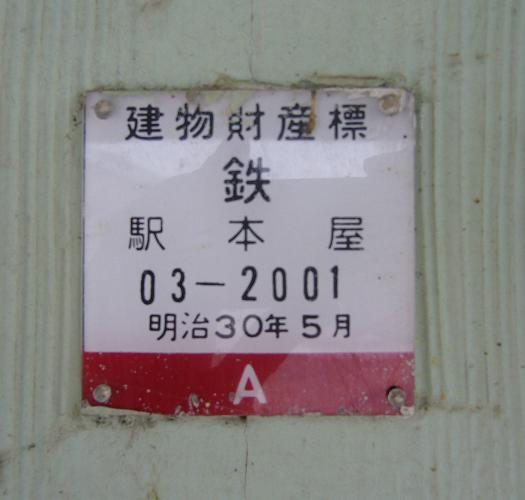
建物財産標（2010年2月）

相対式ホーム2面2線を持ち、列車交換が可能な地上駅である。木造駅舎を有する。城端方面下りホームへは跨線橋で連絡している。高岡方面には保守用側線がある。
北陸広域鉄道部が管理し、高岡市の補助を受けたJR戸出駅利用促進協議会が駅業務を受託する乗車券類簡易委託駅であり、2001年（平成13年）7月1日から戸出駅利用促進協議会から委託された3名の業務員が出改札等の業務にあたっている。2016年（平成28年）12月1日には同月を以て終了した青春18きっぷの常備券の発売が行われた。
2000年代半ば頃、自動券売機（食券タイプ）が設置されたこともあったが、後に撤去されている。トイレは改札外にある。
駅舎は中越鉄道から請け負った西砺波郡戸出町の川合市兵衛および、東砺波郡油田村の平松達次郎によって施工され、1896年（明治29年）10月10日に竣工した（建設費は297円50銭）。増築などはされているが全面改築されたことはなく、躯体は中越鉄道開業当時の木造平屋建桟瓦葺である。富山県近代歴史遺産に指定されている。
跨線橋は第二次世界大戦中、金属類の供出のため一旦取り壊された。戦後、住民および町の要望により再度架設されることとなり、川田工業の施工により1954年（昭和29年）12月15日より供用を再開した。

### のりば
| ホーム | 路線    | 方向 | 行先     |
| ------ | ------- | ---- | -------- |
| 駅舎側 | ■城端線 | 上り | 高岡方面 |
| 反対側 | ■城端線 | 下り | 城端方面 |

## 利用状況
「富山県統計年鑑」と「高岡市統計書」によると、2019年（令和元年）度の1日平均乗車人員は852人である。
近年の1日平均乗車人員は以下の通り。
| 年度   | 1日平均 乗車人員 |
| ------ | ---------------- |
| 1995年 | 1,362            |
| 1996年 | 1,327            |
| 1997年 | 1,243            |
| 1998年 | 1,221            |
| 1999年 | 1,156            |
| 2000年 | 1,101            |
| 2001年 | 1,000            |
| 2002年 | 937              |
| 2003年 | 921              |
| 2004年 | 889              |
| 2005年 | 871              |
| 2006年 | 828              |
| 2007年 | 825              |
| 2008年 | 836              |
| 2009年 | 816              |
| 2010年 | 844              |
| 2011年 | 829              |
| 2012年 | 835              |
| 2013年 | 820              |
| 2014年 | 787              |
| 2015年 | 870              |
| 2016年 | 908              |
| 2017年 | 901              |
| 2018年 | 878              |
| 2019年 | 852              |

## 駅周辺
- 高岡市役所戸出支所
- 富山県立高岡南高等学校
- 高岡市立戸出東部小学校
- 北陸銀行戸出支店
- 戸出郵便局
- 高岡みなみハートセンター みなみの杜病院
- 戸出コミュニティセンター（戸出ショッピングセンターハニー[注 1]跡地に建設）

## バス路線
- 加越能バス戸出駅前停留所 - 当駅から徒歩すぐ
  - 高岡法科大学線：高岡法科大学前行き／高岡駅南口行き
- 加越能バス戸出町停留所 - 当駅から徒歩3分
  - 庄川町線：庄川町行き／高岡駅南口行き
  - 小牧線：小牧行き／高岡駅南口行き

## 機関車
中越鉄道開業時、最初に使用された機関車「中越弁慶号」は戸出駅東側にあった機関庫で組み立てられた。機関車の材料部品はイギリスのナスミス・ウィルソン社製であり、伏木港にて川舟に積み換えられた後に千保川、玄手川を利用して柳島（現在の高岡市西藤平蔵柳島地区）まで運ばれ、その後陸送で戸出機関庫へ運び込まれて組み立てられた。砺波市のチューリップ公園に展示されている蒸気機関車もここで組み立てられたものである。

## 隣の駅
西日本旅客鉄道（JR西日本）
■城端線
林駅 - 戸出駅 - 油田駅